# Alkinole

Struktur von 2-Propin-1-ol (Propargylalkohol)

Alkinole (Hydroxyalkine) sind organisch-chemische Verbindungen, welche sich von Alkinen ableiten und zu den Alkoholen zählen. Demnach weisen sie als Strukturmerkmale eine C≡C-Dreifachbindung und eine Hydroxygruppe auf. Mit zwei Hydroxygruppen heißen sie entsprechend Alkindiole (z. B. 2-Butin-1,4-diol). Bedeutung haben sie als Zwischenprodukte in der Chemischen Industrie.
In diese Gruppe gehören unter anderem:
- 2-Propin-1-ol – Chemischer Grundstoff
- 3-Butin-1-ol
- 5-Hexin-1-ol

## Darstellung
Eine Darstellung gelingt durch Ethinylierung von Carbonylverbindungen; die Reaktion erfolgt meist in flüssigem Ammoniak. So reagiert Aceton mit Ethin zu 2-Methyl-3-butin-2-ol.